# مریغل
مریغل (به عربی: مریغل) یک روستا در سوریه است که در ناحیه صوران (حلب) واقع شده‌است. مریغل ۱۵۷ نفر جمعیت دارد.